# ماریا مینروا
ماریا مینروا (استونیایی: Maria Minerva؛ زادهٔ ۱۵ مارس ۱۹۸۸) تهیه‌کننده موسیقی، ترانه‌سرا، خواننده، دی‌جی و مجری رادیو اهل استونی است. وی از سال ۲۰۱۰ میلادی تاکنون مشغول فعالیت بوده‌است.